# Garryals
Garryal (Garryales) és un petit ordre de plantes amb flor.
L'espècie més coneguda és Aucuba japonica que és una planta d'ús ornamental.
En la classificació filogenètica APG II s'ubica en els astèrides i inclou dues famílies:
- Família Garryaceae
  - Garrya
  - Aucuba
- Família Eucommiaceae
  - Eucommia

Compta amb unes 17 espècies que adopten la forma d'arbusts o arbres.

## Distribució
Les espècies de l'ordre es troben repartides entre Amèrica del Nord i Àsia. Les diverses espècies de Garrya es troben a Amèrica del Nord, a les regions costaneres del sud i l'oest dels Estats Units. Les espècies d'Aucuba es troben a l'est d'Àsia, mentre que les d'Eucommia es troben a la Xina.
En l'antic Sistema Cronquist (1981), la família Garryaceae estava ubicada en l'ordre Cornales mentre que la família Eucommiaceae tenia el seu propi ordre.